# 37309 Pajuelo
37309 Pajuelo este o planetă minoră (asteroid) din centura de asteroizi. A fost descoperită pe 20 iulie 2001 la Stația Anderson Mesa de Lowell Observatory Near-Earth-Object Search. 
Obiectul prezintă o orbită caracterizată de o semiaxă mare de 2,6431525 UAi, o excentricitate de 0,13, o înclinație de 15,05548 ° în raport cu ecliptica.